# 卡羅琳·瑪蒂爾德 (薩克森-科堡-哥達)
卡羅琳·瑪蒂爾德（德語：Caroline Mathilde，1912年6月22日—1983年9月5日），薩克森-科堡-哥達公爵卡爾·愛德華的女兒，母親是什勒斯維希-霍爾斯坦的維多利亞·阿德萊德。

## 家庭
1931年，卡羅琳·瑪蒂爾德與卡斯特爾-呂登豪森的腓特烈·沃夫岡（Friedrich Wolfgang）結婚，兩人共有2子1女：
1. 貝特蘭·腓特烈（1932年出生）
2. 康拉丁·腓特烈（1933年—2011年）
3. 維多利亞·阿德萊德（1935年出生）

兩人於1938年離婚。